# Triângulo de Hala'ib

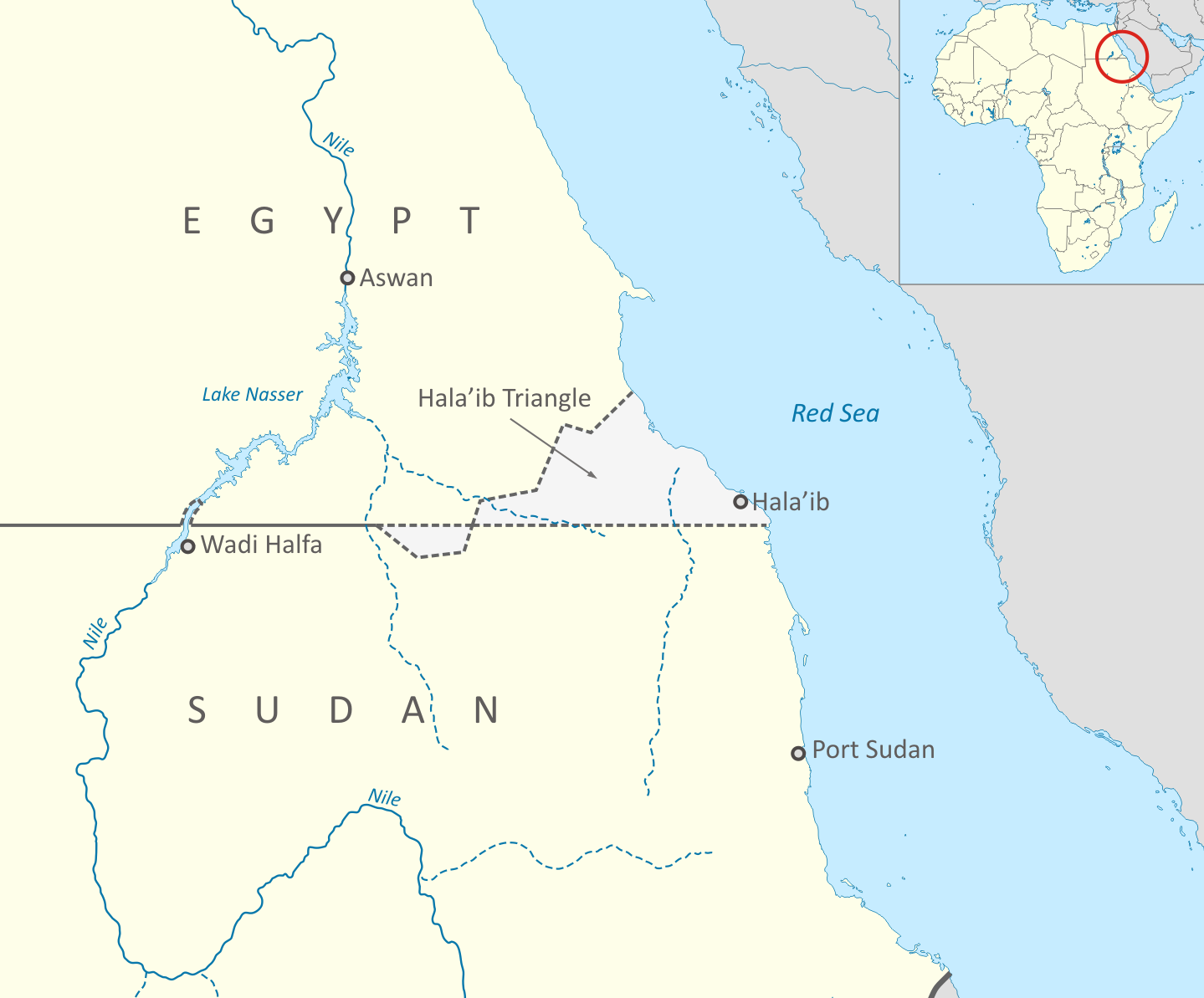
Mapa do Triângulo de Hala'ib, entre Egito e Sudão

O Triângulo de Hala'ib é uma zona de 20 580 km² situada na costa africana do Mar Vermelho, na fronteira entre Egito e Sudão. A principal cidade é Hala'ib. Egito e Sudão disputam a soberania da zona.
Em 1899, sob a influência da potência colonial da época, o Reino Unido, o Condomínio Anglo-Egípcio para o Sudão marcou o paralelo 22 N como a fronteira entre Egito e Sudão. Em 1902, o Reino Unido mudou a fronteira administrativa, passando o Triângulo de Hala'ib para a administração sudanesa porque era mais facilmente acessível a partir do Sudão.
Em 1958, Gamal Abdel Nasser mandou tropas egípcias para a zona, retirando-as pouco depois.
Embora ambos os países reclamem a soberania, a zona esteve sob controlo sudanês até 1992, quando o Egito protestou a concessão de direitos exploratórios marítimos a uma companhia petrolífera do Canadá nas águas do Triângulo. Durante as negociações entre os países, a companhia decidiu retirar-se até que a soberania fosse decidida. Em janeiro de 2000, o Sudão retirou o seu exército da zona, cedendo o controlo efetivo ao Egito, que desde então a mantém ocupada.
Em 2004, o presidente de Sudão Omar Al-Bashir reclamou de novo a soberania da zona. Al-Bashir insistiu que o Sudão nunca havia renunciado à soberania da cidade e arredores. As declarações interpretam-se como uma resposta ao recente descobrimento de reservas de petróleo na zona.